# Leon Rohde
Leon Raphael Rohde (* 10. Mai 1995 in Hamburg-Altona) ist ein ehemaliger deutscher Radsportler.

## Sportliche Laufbahn
Der aus Wedel stammende Rohde betrieb Radsport bei der RG Hamburg und zog im Alter von 14 Jahren an die Lausitzer Sportschule Cottbus. Ein Jahr später folgte ihm sein Bruder Louis dorthin.
2011 wurde Leon Rohde dreifacher deutscher Jugendmeister, im Straßenrennen, in der Mannschaftsverfolgung mit dem Team des Landesverbandes Brandenburg und im Zweier-Mannschaftsfahren, mit Tristan Wedler. In der Einerverfolgung belegte er Platz drei. Bei den Bahn-Europameisterschaften 2012 der U23 im portugiesischen Anadia errang er gemeinsam mit Domenic Weinstein, Jonas Tenbrock  und Nils Schomber im Velódromo Nacional die Bronzemedaille. Im selben Jahr wurde er deutscher Junioren-Meister im Omnium.
2013 errang Rohde zwei nationale Juniorentitel, in der Einer- sowie in der Mannschaftsverfolgung (mit Jasper Frahm, Marcel Franz und Robert Kessler). Im selben Jahr belegte er Platz drei bei der deutschen Meisterschaft der Elite im Omnium. 2014 wurde er gemeinsam mit Domenic Weinstein Europameister (U23) im Zweier-Mannschaftsfahren und bei den deutschen Bahn-Radmeisterschaften in Cottbus deutscher Meister im Punktefahren der Elite. Gemeinsam mit Kersten Thiele gewann er 2015 beim ersten Lauf des Bahnrad-Weltcups 2015/16 in Cali das Zweier-Mannschaftsfahren. 2017 siegte er bei Rund um Düren.
2018 wurde Leon Rohde deutscher Meister im Scratch und 2019 mit Felix Groß, Theo Reinhardt und Nils Schomber in der Mannschaftsverfolgung. Ebenfalls 2018 entschied er eine Etappe der Tour of Fuzhou für sich. Der deutsche Vierer in der Besatzung Groß, Weinstein und Theo Reinhardt gewann die Mannschaftsverfolgung beim Lauf des Weltcups in Hongkong und stellte dabei mit 3:51,165 Minuten einen neuen deutschen Rekord auf.
2021 gewann der deutsche Vierer mit Rohde den Lauf des Nations’ Cup in Hongkong. In derselben Besetzung (Rohde, Felix Groß, Theo Reinhardt, Marco Mathis und Domenic Weinstein) belegte das Team bei den Olympischen Spielen in Tokio Rang sechs. 2023 beendete Leon Rohde seine sportliche Laufbahn.

## Erfolge

### Bahn
2011
- Deutscher Jugend-Meister – Zweier-Mannschaftsfahren (mit Tristan Wedler), Mannschaftsverfolgung (mit Robert Kessler, Christian Koch und Tristan Wedler)

2012
- Junioren-Europameisterschaft – Mannschaftsverfolgung (mit Domenic Weinstein, Jonas Tenbrock und Nils Schomber)

2013
- Deutscher Junioren-Meister – Einerverfolgung, Mannschaftsverfolgung (mit Jasper Frahm, Marcel Franz und Robert Kessler)

2014
- U23-Europameister – Zweier-Mannschaftsfahren (mit Domenic Weinstein)
- U23-Europameisterschaft – Mannschaftsverfolgung (mit Sebastian Wotschke, Marco Mathis und Domenic Weinstein)
- Europameisterschaft – Mannschaftsverfolgung (mit Henning Bommel, Theo Reinhardt, Nils Schomber und Kersten Thiele)
- Deutscher Meister – Punktefahren

2015
- Bahnrad-Weltcup in Cali – Zweier-Mannschaftsfahren (mit Kersten Thiele)

2018
- Deutscher Meister – Scratch

2019
- Deutscher Meister – Mannschaftsverfolgung (mit Felix Groß, Theo Reinhardt und Nils Schomber)
- Weltcup in Hongkong – Mannschaftsverfolgung (mit Felix Groß, Domenic Weinstein und Theo Reinhardt)

2021
- Nations’ Cup in Hongkong – Mannschaftsverfolgung (mit Felix Groß, Theo Reinhardt, Marco Mathis und Domenic Weinstein)

2022
- Deutscher Meister – Mannschaftsverfolgung (mit Tobias Buck-Gramcko, Nicolas Heinrich und Theo Reinhardt)

### Straße
2011
- Deutscher Jugend-Meister – Straßenrennen

2017
- Rund um Düren

2018
- eine Etappe Tour of Fuzhou